# متی لوند
متی لوند (انگلیسی: Matty Lund؛ زادهٔ ۲۱ نوامبر ۱۹۹۰بازیکن فوتبال اهل ایرلند شمالی است.
از باشگاه‌هایی که در آن بازی کرده‌است می‌توان به باشگاه فوتبال بریستول راورز، باشگاه فوتبال اولدهام اتلتیک، باشگاه فوتبال ساوتند یونایتد، باشگاه فوتبال اسکانتورپ یونایتد، باشگاه فوتبال هرفورد یونایتد، باشگاه فوتبال استوک سیتی، و باشگاه فوتبال روچدیل اشاره کرد.
وی همچنین در تیم‌های ملی فوتبال زیر ۲۱ سال ایرلند شمالی و ایرلند شمالی بازی کرده‌است.